# Megacerus capreolus
Megacerus capreolus is een keversoort uit de familie bladkevers (Chrysomelidae). De wetenschappelijke naam van de soort werd in 1855 gepubliceerd door Henri Jekel.